# أسلام أباد (أرسك)
أسلام أباد (بالفارسية: اسلام‌آباد) هي مستوطنة تقع في إيران في قسم أرسك الريفي.